# Ukrainare i Kanada
Ukrainare i Kanada eller ukrainska kanadensare (engelska: Ukrainian Canadians; franska: Canadiens d'origine ukrainienne; ukrainska: українські канадці) är en av de största etniska grupperna i Kanada.  
År 2016 fanns uppskattningsvis 1 359 655 personer av ukrainskt ursprung bosatta i Kanada. De flesta födda som kanadensiska medborgare.